# Neave Brown

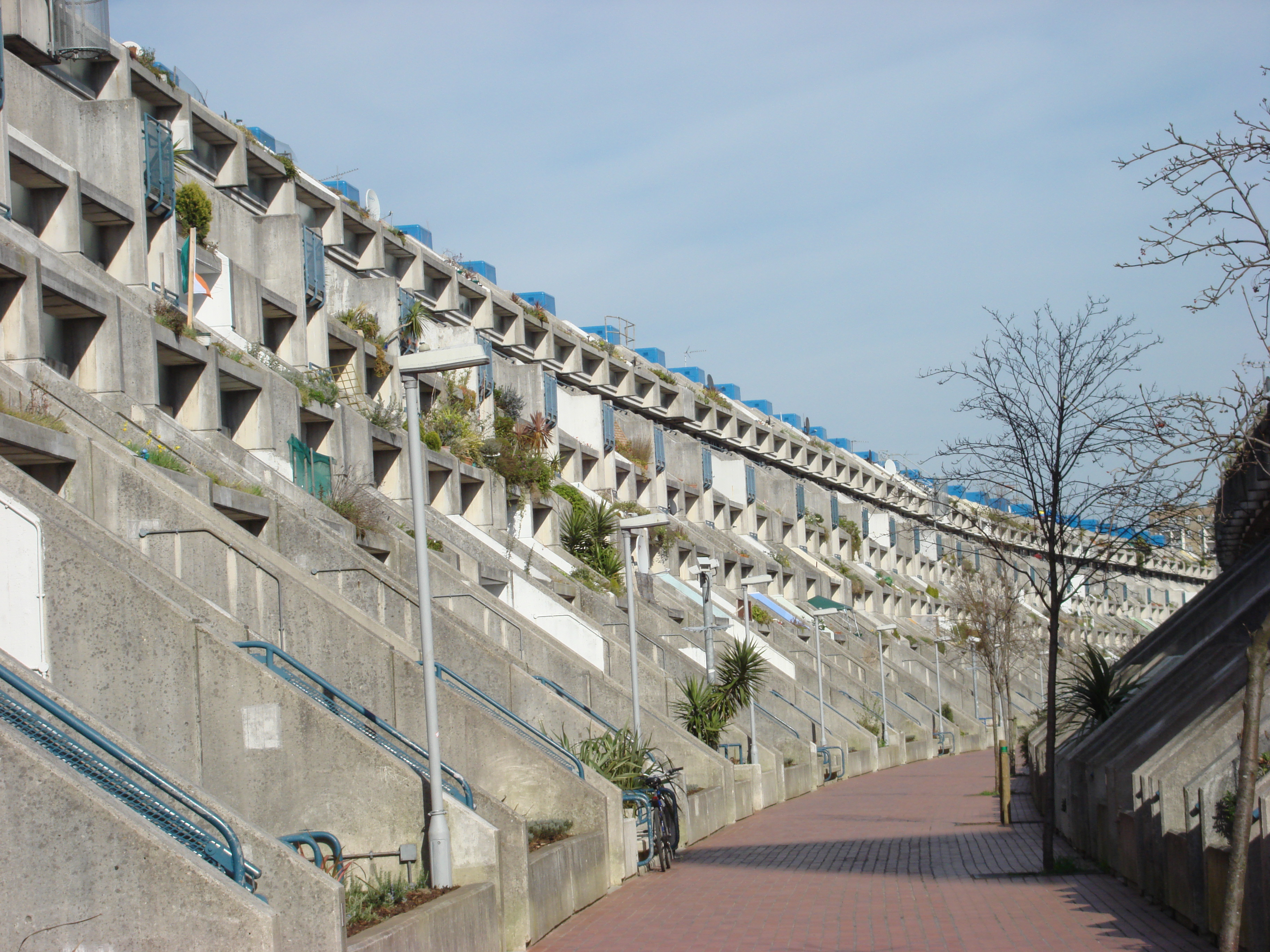
Alexandra Road estate

Neave Brown (Utica, Nueva York, Estados Unidos; 22 de mayo de 1929-Londres, Reino Unido; 9 de enero de 2018) fue un arquitecto y artista estadounidense nacionalizado británico.

## Vida y obra
Brown nació Utica, Nueva York, el 22 de mayo de 1929. Fue educado en Estados Unidos y en la Architectural Association de Londres.
Se ha especializado en viviendas de estilo modernista y entre sus obras obras se incluyen:
- Cinco casas adosadas modernistas en Winscombe Street, Dartmouth Park, Londres (1965)[4]
- Dunboyne Road Estate (Fleet Road), Camden, Londres (1977)[5]
- Alexandra Road Estate, Camden, Londres (1978)[6]
- Desarrollo urbanístico de Zwolestraat en Scheveningen, La Haya, con David Porter (1994): 500 apartamentos, hotel, albergue escolar, paisajismo incluido el mayor aparcamiento subterráneo (2.500 automóviles) en los Países Bajos.
- Smalle Haven, Eindhoven, Países Bajos (2002): desarrollo urbano central de apartamentos adosados que incluyen unidades de vivienda / trabajo, tiendas y espacio de oficinas.

A la edad de 73 años, se retiró y comenzó la carrera de bellas artes en la City and Guilds of London School of Art (BA).
Venía sufriendo un cáncer de pulmón terminal, por el cual finalmente falleció el 9 de enero de 2018 a la edad de 88 años en Londres, Reino Unido.

## Reconocimiento
- Brown es el único arquitecto que ha tenido todas sus obras de Reino Unido clasificadas (protegidas):[6][8] Dartmouth Park, Dunboyne Road State, en Camden, Londres, (donde vive desde 2011)[5] y Alexandra Road Estate.[9]
- En octubre de 2017, ganó la Royal Gold Medal del Royal Institute of British Architects.[10]